# Caloptilia platycosma
Caloptilia platycosma är en fjärilsart som först beskrevs av Edward Meyrick 1912.  Caloptilia platycosma ingår i släktet Caloptilia och familjen styltmalar.
Artens utbredningsområde är Sri Lanka. Inga underarter finns listade i Catalogue of Life.